# بوسوانگا
بوسوانگا (به لاتین: Busuanga, Palawan) یک شهر در فیلیپین است که در پالاوان واقع شده‌است.

## خصوصیات
بوسوانگا ۳۹۲٫۹۰ کیلومترمربع مساحت و ۲۱٬۳۵۸ نفر جمعیت دارد.